# Dolné Strháre
Dolné Strháre (in ungherese Alsóesztergály, in tedesco Niederstracherau) è un comune della Slovacchia facente parte del distretto di Veľký Krtíš, nella regione di Banská Bystrica.

## Storia
Il villaggio è citato per la prima volta nel 1244 con il nome di Stergar, come possedimento reale. Nel 1260 passò a un certo conte Matyás originario di Bratislava. Successivamente appartenne alla Signoria di Divín e, nel XVII secolo, alla Signoria di Modrý Kameň. Dal 1554 al 1594 fu tenuto dai Turchi.